# 高野知宙
高野 知宙（たかの ちひろ、2005年（平成17年）- ）は、日本の小説家。神奈川県出身。

## 略歴
渋谷教育学園渋谷中学高等学校在学時に『ちとせ』でデビュー。
2020年、『十六畳の宝箱』で第1回京都文学賞中高生部門優秀賞を受賞。
2022年、『闇に浮かぶ浄土』で第3回京都文学賞中高生部門最優秀賞を受賞。『ちとせ』(応募時『闇に浮かぶ浄土』に加筆・改題)を発表。
2023年、『ちとせ』がキノベス!2023で22位にランクインし、京都本大賞最終ノミネート作となる。

## 出演

### テレビ
- あの本、読みました? 凪良ゆうも感心…校閲さんの職人技＆高校生直木賞（2024年5月16日、BSテレ東 4K）[2]
- あの本、読みました? 東大生・京大生はどんな本を読んでいる？生協ランキング（2024年11月21日、BSテレ東 4K）[3]